# Ernst van Splunter
Ernst Frits van Splunter (Zwolle, 19 februari 1963) is een Nederlands politicus. Hij was in 2001 en 2002 lid van de Tweede Kamer der Staten-Generaal voor de Volkspartij voor Vrijheid en Democratie (VVD). Sinds 29 maart 2018 is hij lid van de gemeenteraad van Zeist.
Van Splunter studeerde geschiedenis aan de Rijksuniversiteit Groningen. Voor zijn Kamerlidmaatschap werkte hij onder meer als voorlichter van de VVD-fractie, en werd hij beschouwd als de rechterhand van Frits Bolkestein. Van Splunter, die in 1998 aanvankelijk niet was verkozen, kwam in 2001 de Kamer toen de VVD'er Michiel Patijn werd benoemd tot permanent vertegenwoordiger bij de NAVO.
Van Splunter werkt in de communicatiebranche.
- Parlement.com: vg09llky9szj